# Mary Wickes
Mary Wickes (13 de junio de 1910 - 22 de octubre de 1995) fue una actriz cinematográfica y televisiva estadounidense.

## Carrera
Su verdadero nombre era Mary Isabelle Wickenhauser, y nació en San Luis (Misuri), en el seno de una familia de orígenes alemán y protestante irlandés. A los 18 años de edad se graduó en ciencia política por la Universidad Washington en San Luis, en la cual formaba parte de la fraternidad Phi Mu. 
La primera interpretación de Wickes como actriz teatral en el circuito de Broadway tuvo lugar en 1934 en la obra de Marc Connelly The Farmer Takes a Wife, en la cual participaba Henry Fonda. En el cine empezó a actuar a finales de la década de 1930, siendo además miembro de la compañía teatral de Orson Welles Mercury Theatre. Una de sus primeras actuaciones cinematográficas destacadas tuvo lugar en The Man Who Came to Dinner (1942), cinta en la que repetía su papel teatral de "Miss Preen". 
Alta, desgarbada y con una voz muy personal, Wickes finalmente demostraría sus aptitudes para la comedia, aunque atrajo la atención por vez primera gracias al film La extraña pasajera (Now, Voyager, 1942), en el cual trabajaba junto a Bette Davis, actriz con la que ese año ya había coincidido en The Man Who Came To Dinner y con la que volvería a trabajar en June Bride. También en 1942, tuvo un importante papel en la cinta de Bud Abbott y Lou Costello Who Done It?. En la siguiente década siguió haciendo papeles cinematográficos de reparto, usualmente encarnando a personajes graciosos. Un claro ejemplo de ello fue su papel de Stella, una agobiada ama de llaves, en las producciones de Doris Day By the Light of the Silvery Moon y On Moonlight Bay. Posteriormente interpretó papeles similares en dos películas de Rosalind Russell: The Trouble with Angels  y Where Angels Go, Trouble Follows, ambas a mediados de la década de 1960. 
Así mismo fue Emma, el ama de llaves, en el clásico navideño White Christmas (1954), con Bing Crosby, Danny Kaye, Rosemary Clooney y Vera-Ellen. Wickes fue modelo para el personaje de Cruella de Vil en el film de Walt Disney 101 dálmatas (1961), e interpretó a Mrs. Squires en la adaptación al cine de la obra de Meredith Willson The Music Man (1962).
Fue elegida para encarnar a la madre del personaje de Shirley MacLaine en el film de 1990 Postales desde el filo, y entre 1989 y 1991 fue Marie Murkin en el telefilm y adaptaciones televisivas de Father Dowling Mysteries. Otro de sus papeles fue el de la Hermana Mary Lazarus en Sister Act (1992) y en su secuela, Sister Act 2: Back in the Habit (1993). En 1994 actuó en la cinta Mujercitas, cayendo enferma al poco tiempo de su rodaje.
En los años cincuenta también empezó a trabajar en la televisión. En dicho medio fue Katie en el serial de Mickey Mouse Club Walt Disney Presents: Annette, y tuvo papeles regulares en las sitcoms Make Room for Daddy y Dennis the Menace. Wickes también encarnó a una profesora de ballet, Madame Lamond, en un episodio de I Love Lucy en 1952.
En 1953 Wickes interpretó a Martha, un ama de llaves, acompañando a Ezio Pinza en la serie de la NBC Bonino. Pinza encarnaba a un cantante de ópera italoestadounidense que intenta sacar adelante a seis hijos. Entre los actores infantiles del programa figuraban Van Dyke Parks y Chet Allen. En 1954-1955 fue Alice, otra ama de llaves, esta vez en la sitcom de la CBS The Halls of Ivy. Wickes actuó en 1956 junto a Thelma Ritter en el episodio "The Babysitter", dentro del show Alfred Hitchcock Presents.
En la temporada 1961-1962 fue Maxfield, actuando junto a Gertrude Berg en la serie de la CBS Mrs. G. Goes to College. Por su trabajo en dicha sitcom, Wickes fue nominada a un Premio Emmy como actriz de reparto.
Buena amiga de Lucille Ball, Wickes interpretó frecuentes papeles como artista invitada en tres de las series de Ball: I Love Lucy, The Lucy Show y Here's Lucy.  En 1970-1971 fue también actriz invitada en el programa de la CBS The Doris Day Show (Day era otra de sus amigas). Además fue intérprete regular en el show televisivo de Sid y Marty Krofft Sigmund and the Sea Monsters, y en la sitcom Doc. Por otra parte, tuvo numerosas intervenciones como panelista en el concurso Match Game.  En los años ochenta sus actuaciones en series televisivas como Our Man Higgins, M*A*S*H, The Love Boat, Kolchak: The Night Stalker y Murder, She Wrote le hicieron ser una figura conocida entre el público. 
Además, Wickes fue actriz teatral, trabajando en diferentes shows del circuito de Broadway, entre ellos una versión estrenada en 1979 de la obra Oklahoma!, en la cual encarnaba a la Tía Eller.

## Vida personal
Siempre soltera, Wickes dejó un gran patrimonio y un legado de 2 millones de dólares, en memoria de sus padres, para la Isabella and Frank Wickenhauser Memorial Library Fund for Television, Film and Theater Arts. Aunque soltera, fue durante mucho tiempo compañera de la dramaturga Abby Conrad.
Wickes fue hospitalizada por sufrir numerosos problemas médicos, entre ellos insuficiencia renal, hemorragia gastrointestinal, hipotensión severa, cardiopatía isquémica, anemia y cáncer de mama en estado desconocido, la suma de los cuales produjo su fallecimiento en Los Ángeles, California, mientras era sometida a cirugía. 
Su último papel, dando voz a la Gárgola Laverne en el film de animación de Disney El jorobado de Notre Dame, fue estrenado en 1996, ya fallecida Wickes. Fue enterrada junto a sus padres en el Cementerio Shiloh Valley de Shiloh (Illinois).
En 2004 Wickes fue incluida a título póstumo en el Paseo de la Fama de San Luis.

## Filmografía
Largometrajes:
- El hombre que vino a cenar (The Man Who Came to Diner, 1942)
- Blondie (1942)
- Private Buckaroo (1942)
- The Mayor of 44th Street (1942)
- La extraña pasajera (Now, Voyager, 1942)
- Who Done It? (1942)
- How's About It (1943)
- Rhythm of the Islands (1943)
- My Kingdom for a Cook (1943)
- Happy Land (1943)
- Higher and Higher (1943)
- June Bride (1948)
- The Decision of Christopher Blake (1948)
- Anna Lucasta (1949)
- The Petty Girl (1950)
- On Moonlight Bay (A la luz de la luna) (1951)
- I'll See You in My Dreams (1951)
- Young Man with Ideas (1952)
- The Story of Will Rogers (1952)
- Bloodhounds of Broadway (1952)
- By the Light of the Silvery Moon (Operación matrimonio) (1953)
- Half a Hero (1953)
- La actriz (1953)
- Ma and Pa Kettle (1954)
- White Christmas (Navidades blancas,  1954)
- Destry (1954)
- Good Morning Miss Dove (La terrible Miss Dove) (1955)
- Dance with Me Henry (1956)
- Don't Go Near the Water (1957)
- The Proud Rebel (1958)
- It Happened to Jane (La indómita y el millonario) (1959)
- Cimarrón (1960)
- 101 dálmatas (1961) (voz)
- The Sins of Rachel Cade (Misión en la jungla) (1961)
- Vivir de ilusión (1962)
- Fate Is the Hunter (Los pasos del destino) (1964)
- Dear Heart (1964)
- How to Murder Your Wife (Cómo matar a la propia esposa) (1965)
- The Trouble with Angels (Ángeles rebeldes) (1966)
- The Spirit Is Willing (1967)
- Where Angels Go, Trouble Follows (1968)
- Napoleon and Samantha (1972)
- Snowball Express (1972)
- M*A*S*H
- Touched by Love (1980)
- The Canterville Ghost (1985)
- Postales desde el filo (1990)
- Sister Act (1992)
- Sister Act 2: Back in the Habit (1993)
- Mujercitas (1994)
- El jorobado de Notre Dame (1996) (voz)

Cortos:
- Watch the Birdie (1935)
- Too Much Johnson (1938)
- Seeing Red (1939)
- Keeping Fit (1942)
- Open Window (1972)